# ROMAR Mažeikiai
Futbolo Klubas ROMAR var en fodboldklub fra den litauiske by Mažeikiai.

## Historie
Klubben blev stiftet i 1992 og gik konkurs i 1995.

## Titler

### Nationalt
- A Lyga
  - Vindere (1): 1994

## Klub farver
| F.C. ROMAR | F.C. ROMAR |

## Bane farver
| 1992/93 | 1993/94 | 1994/95 | 1995 |

## Historiske slutplaceringer
| Sæson   | Niveau | Liga   | Placering | Kilder | Info    |
| ------- | ------ | ------ | --------- | ------ | ------- |
| 1992—93 | 1.     | A Lyga | 6.        | [ 2 ]  |         |
| 1993—94 | 1.     | A Lyga | 1.        | [ 3 ]  | Vindere |
| 1994—95 | 1.     | A Lyga | 3.        | [ 4 ]  |         |
| 1995—96 | 1.     | A Lyga |           | [ 5 ]  | Ophørt  |

## Trænere
- Fiodoras Finkleris (1992—1995).